# 阿拉伯合众国
阿拉伯合众国（阿拉伯语：الولايات العربية المتحدة）是由阿拉伯联合共和国（包含埃及与叙利亚）与也门王国（即后来的北也门）在1958年至1961年所组成的邦联。
阿拉伯联合共和国是埃及和叙利亚在1958年结合形成的一个主权国家，同年北也门与埃及签署了一项防务协议，于同年合併並另建一個名為阿拉伯合众国的松散邦联。然而，与阿拉伯联合共和国的各成员国不同的是，北也门仍然是一个独立的主权国家。1961年邦聯解散前，北也门始终保留其联合国会员国地位和独立的大使馆。
在叙利亚于1961年9月28日退出阿拉伯联合共和国后，阿拉伯合众国于同年12月26日也宣布解散。